# イッパツ危機娘
『イッパツ危機娘』（イッパツききむすめ）は、原田重光による日本の漫画、またそれを原作として製作されたテレビアニメ。『週刊ヤングマガジン』（講談社）にて連載された。アニメはTBS系列で1999年10月4日から10月28日まで『ワンダフル』枠で放送された。

## あらすじ
中国からの留学生・クーニャンは容姿端麗、スポーツ万能、学業優秀なスーパーガール。だが完璧すぎる彼女にも致命的な弱点があった。それは「どんな状況でも命懸けの事態に巻き込まれる」こと。人呼んで“イッパツ危機娘”のクーニャンは、今日もどこかで危機的状況に巻き込まれている。
アニメ版ではクーニャンが酩酊した後危機的状況に気付くという設定がない。また、二代目危機娘である相沢まどかのエピソードもクーニャンが主役になっている。

## 登場人物
ナレーションは玄田哲章が担当。
クーニャン
声 - 渡辺久美子
本作の主人公。登場時に毎回危機的状況に陥っている不憫な人物。あらゆる物理公式を把握しており、危機的状況の中でも素早く計算を行える。しかし、たまに要領が悪かったり、焦るあまり知識が欠如する場合がある。
リンダ
声 - 浅田葉子
クーニャンの友人。いわゆるトラブルメーカーで、無神経に行動してはクーニャンを巻き込んで危機的状況を作る。
ナジャ
声 - 山口由里子
クーニャンの友人。登場回数は少ない。

## テレビアニメ

### スタッフ
- 原作 - 原田重光
- 監督 - 吉田啓良
- キャラクターデザイン - 南伸一郎
- 美術監督 - 宮野隆
- 音響監督 - 高橋秀雄
- 音楽 - daichi
- アニメーション制作 - グループ・タック
- 製作 - TBS

### 主題歌
「願いがかなうように」
作詞 - 渡瀬マキ / 作曲 - 川添智久 / 編曲 - LINDBERG、前野知常 / 歌 - LINDBERG

### 放映リスト
第1話に江頭2:50が実写で出演している。
| 話数 | サブタイトル              | 絵コンテ     | 演出         | 作画監督   | 放映日         |
| ---- | ------------------------- | ------------ | ------------ | ---------- | -------------- |
| 1    | 阿鼻叫喚サウナ            | 誌村宏明     | 誌村宏明     | 野口大蔵   | 1999年 10月5日 |
| 2    | 顔面甲殻の流血            | 誌村宏明     | 誌村宏明     | 野口大蔵   | 10月6日        |
| 3    | 殺人エクササイズ          | 誌村宏明     | 誌村宏明     | 野口大蔵   | 10月7日        |
| 4    | 狂走アルコール脱出        | 誌村宏明     | 誌村宏明     | 野口大蔵   | 10月8日        |
| 5    | 撃沈! アメリカンジョーク! | 太田博光     | 太田博光     | 岡迫亘弘   | 10月12日       |
| 6    | 激闘! アミメニシキヘビ    | 太田博光     | 太田博光     | 南伸一郎   | 10月13日       |
| 7    | 個室無縁の戦い            | 太田博光     | 太田博光     | 原田峰文   | 10月14日       |
| 8    | ドラム缶風呂              | 太田博光     | 太田博光     | はがひとし | 10月15日       |
| 9    | 冥土に一番近いビル        | 井之川慎太郎 | 井之川慎太郎 | 野口大蔵   | 10月19日       |
| 10   | 闘うラウンドガール        | 井之川慎太郎 | 井之川慎太郎 | 野口大蔵   | 10月20日       |
| 11   | 私は悲惨な水中花          | 井之川慎太郎 | 井之川慎太郎 | 野口大蔵   | 10月21日       |
| 12   | 血みどろ救急コール        | 井之川慎太郎 | 井之川慎太郎 | 野口大蔵   | 10月22日       |
| 13   | 焦燥のタンデムツーリング  | 太田博光     | 太田博光     | 村上元一   | 10月26日       |
| 14   | 圧迫! 巨大タンス!         | 太田博光     | 太田博光     | 吉田潤     | 10月27日       |
| 15   | 灼熱の箱入り極限娘        | 奥田誠治     | 太田博光     | 原田峰文   | 10月28日       |
| 16   | デスマッチin電流風呂      | 奥田誠治     | 太田博光     | 南伸一郎   | 10月29日       |